# 김해 여여정사 불설예수시왕생칠경
김해 여여정사 불설예수시왕생칠경(金海 如如精舍 佛設預修十王生七經)은 대한민국 경상남도 김해시 삼계동, 여여정사에 있는 불경이다. 2017년 1월 5일 경상남도의 유형문화재 제607호로 지정되었다.

## 개요
≪佛說預修十王生七經≫의 내용은 逆修‚ 즉 역으로 살아있는 사람이 죽음에 대비해 닦고 시왕에게 공양하고 죄업을 참회하는 七齋儀를 행함으로써, 죽은 뒤 좋은 세상에 태어날 수 있다는 것을 밝힌 경전이다.
본서(本書)는 1책으로 ‘1469년(成化五年)’이라는 명확한 간행 기록(刊記)을 알 수 있으며, 본문의 형태나 인쇄상태 등이 비교적 양호한 것으로 보아, 15세기에 간행․인출된 책으로 확인되는 귀중본이다.

## 참고 자료
- 김해 여여정사 불설예수시왕생칠경 - 국가유산청 국가유산포털